# Eutropiichthys
Eutropiichthys es un género de peces actinopeterigios de agua dulce, distribuidos por ríos y lagos del sur de Asia.

## Especies
Existen siete especies reconocidas en este género:
- Eutropiichthys britzi Ferraris y Vari, 2007
- Eutropiichthys burmannicus Day, 1877
- Eutropiichthys cetosus Ng, Lalramliana, Lalronunga y Lalnuntluanga, 2014
- Eutropiichthys goongwaree (Sykes, 1839)
- Eutropiichthys murius (Hamilton, 1822)
- Eutropiichthys salweenensis Ferraris y Vari, 2007
- Eutropiichthys vacha (Hamilton, 1822)